# Rafael Argullol Murgadas
Rafael Argullol Murgadas (Barcelona, 1949) és un narrador, filòsof, poeta i assagista català.
Actualment és catedràtic d'Estètica i Teoria de les Arts a la Facultat d'Humanitats de la Universitat Pompeu Fabra. És autor de més de trenta llibres en diferents àmbits literaris, entre ells: poesia (Disturbios del conocimiento, Duelo en el Valle de la Muerte, El afilador de cuchillos), narrativa (Lampedusa, El asalto del cielo, Desciende, río invisible, La razón del mal, Transeuropa, Davalú o el dolor, Pasión del dios que quiso ser hombre, Mi Gaudí espectral. Una narración) i assaig (La atracción del abismo, El Héroe y el Único, El fin del mundo como obra de arte, Aventura: Una filosofía nómada, Manifiesto contra la servidumbre). Com escriptura transversal, més enllà dels gèneres literaris, ha publicat: El cazador de instantes, El puente del fuego, Enciclopedia del crepúsculo, Breviario de la aurora, Visión desde el fondo del mar. Recentment, ha publicat els llibres Poema (2017).
Ha estudiat Filosofia, Economia i Ciències de la Informació a la Universitat de Barcelona. Va estudiar també a la Universitat de Roma, al Warburg Institute de Londres i a la Universitat Lliure de Berlín, doctorant-se en Filosofia (1979) a la seva ciutat natal. Va ser professor visitant a la Universitat de Berkeley. Ha impartit docència a universitat europees i americanes i ha donat conferències a ciutats d'Europa, Amèrica i Àsia. Col·laborador habitual de diaris i revistes, ha vinculat amb freqüència la seva faceta de viatger i la seva estètica literària. Ha intervingut en diversos projectes teatrals i cinematogràfics. Ha guanyat el Premi Nadal amb la seva novel·la La razón del mal (1993), el Premio Ensayo de Fondo de Cultura Económica amb Una educación sensorial (2002), i els Premis Cálamo 2010 i Premi Ciutat de Barcelona 2010 amb Visión desde el fondo del mar.
Durant tres anys va escriure un poema diari. Des de l'1 de gener del 2012 fins a l'1 de gener del 2015. El resultat han estat els 1095 poemes de Poema (Acantilado). Com escriu a la seva nota introductòria: "Hi han quedat registrats els pensaments, les sensacions i els records dominants en cada jornada de la meva vida i de la vida que passava al meu voltant, tant pel que fal al present com al passat".

## Obres

### Poesia
- Disturbios del conocimiento. Barcelona: Icaria Editorial, 1980.
- Duelo en el Valle de la Muerte. Madrid: Editorial Ayuso, 1986.
- L'esmolador de ganivets. Barcelona: Quaderns Crema, 1998.
- El afilador de cuchillos. Barcelona: El Acantilado. Quaderns Crema, 1999.
- El poema de la serpiente. Badajoz: Asociación Cultural Littera Villanueva, 2010.
- Cantos del Naumon. Libros del Aire. Colección Jardín Cerrado, núm. 5, 2010.
- "Alegato contra la codícia". El País, Babelia: 26/05/2012. També a: El Boomerang, 04/2012, disponible a: http://www.elboomeran.com/blog-post/2/12110/rafael-argullol/alegato-contra-la-codicia Arxivat 2015-09-13 a Wayback Machine.).
- "Warcant", dins de: El Celler de Can Roca i Frank Aleu: El somni. Barcelona: Edicions 62, 2014.
- El enigma de Lea. Barcelona: Acantilado, 2018.

### Narrativa
- Lampedusa. Barcelona: Editorial Montesinos, 1981.
- El asalto del cielo. Barcelona: Editorial Plaza & Janés, 1986.
- Desciende, río invisible. Barcelona: Editorial Destino, 1989.
- La razón del mal. Premi Nadal 1993. Barcelona: Ed. Destino, 1994. Editorial Acantilado, 2015.
- Transeuropa. Madrid: Alfaguara Ediciones, 1998.
- Davalú o el dolor. Barcelona: Quaderns Crema, 2001.
- Pasión del dios que quiso ser hombre. Barcelona: Editorial Acantilado, 2014.
- Mi Gaudí espectral. Una narración. Barcelona: Editorial Acantilado, 2015.
- Poema. Barcelona: El Acantilado, 2017.

### Assaig
- El Quattrocento. Barcelona: Editorial Montesinos, 1982.
- La atracción del abismo. Barcelona: Editorial Bruguera, 1983. Reeditat 2006.
- El Héroe y el Único. Madrid: Taurus Editorial, 1984.
- Tres miradas sobre el arte. Barcelona: Icaria Editorial, 1985.
- Leopardi. Infelicidad y titanismo. Barcelona, 1986
- Territorio del nómada. Barcelona: Ediciones Destino, 1986.
- El fin del mundo como obra de arte. Barcelona: Ediciones Destino, 1990. Reeditat 2007.
- Sabiduría de la ilusión. Madrid: Taurus Editorial, 1994.
- Aventura. Una filosofía nómada. Barcelona: Nuevas Ediciones Debolsillo, 2000.
- Una educación sensorial. Historia personal del desnudo femenino en la pintura. Madrid-México: Fondo de Cultura Económica, 2002.
- Manifiesto contra la servidumbre. Escritos frente a la guerra. Barcelona: Ediciones Destino, 2003.
- Maldita perfección. Escritos sobre el sacrificio y la celebración de la belleza. Barcelona: Editorial Acantilado, 2013.
- Tratado erótico-teológico. Barcelona: Acantilado, 2016.
- Las pasiones según Rafael Argullol. Barcelona: Acantilado, 2020.

### Escriptura transversal
- El cazador de instantes. Barcelona: Ediciones Destino, 1996. Reeditat 2007.
- El caçador d'instants. Barcelona: Edicions Destino, 1996.
- El puente de fuego. Cuaderno de travesía, 1996-2002. Barcelona: Ediciones Destino, 2004.
- El pont de foc. Quadern de travessia, 1996-2002. Barcelona: Ediciones Destino, 2004.
- Enciclopedia del crepúsculo. Madrid: El Acantilado, 2006.
- Breviario de la aurora. Barcelona: El Acantilado, 2006.
- Visión desde el fondo del mar.[4] Barcelona: Editorial Acantilado, 2010. Premi Cálamo 2010. Premi Ciutat de Barcelona 2010.

### Diàlegs
- El cansancio de Occidente (en col·laboració amb Eugenio Trías). Barcelona: Ediciones Destino, 1994.
- Del Ganges al Mediterráneo: un diálogo entre las culturas de India y Europa (en col·laboració amb Vidya Nivas Mishra). Madrid: Siruela, 2004.
- Moisès Broggi, cirurgià, l'any 104 de la seva vida. Barcelona: Quaderns Crema, 2013.
- Humanismo cosmopolita. Amb Mercedes Monmany. Barcelona: Gedisa, 2020.